# Noah Ringer
Noah Ringer é um ator estadunidense mais conhecido por interpretar Aang em The Last Airbender. Noah Ringer é um jovem praticante de taekwondo que nasceu e cresceu em Dallas, Texas. Aos 12 anos, ele alcançou o grau
de faixa preta com a Associação Americana de Taekwondo e já é profissional em uma varidade de armas orientais. Ele faz parte do
clube de taekwondo, que foi onde ouviu falar que a Paramout Pictures estava realizando um teste para o personagem Aang.
Para sua seleção ele enviou um vídeo caseiro onde ele mostrava suas habilidades em artes marciais. Após fechar com a Paramout para o filme O Último Mestre do Ar, entrou para a agência Creative Artists.
Ringer atendeu a Nickelodeon Kids Choice Awards em 27 de março junto com o elenco do filme, Nicola Peltz, Dev Patel e Jackson Rathbone (Jasper de Crepúsculo) para a estréia do trailer do filme.

## Filmografia
| ANO  | TÍTULO                    | PAPEL          | NOTAS                                                               |
| 2010 | O Último Mestre do Ar     | Aang           | Filme de Adaptação baseada na série animada Avatar: A Lenda de Aang |
| 2011 | Cowboys & Aliens          | Emmett Taggart |                                                                     |
| 2014 | The Peppercorn Chronicles |                |                                                                     |